# 柳井市
柳井市（やないし）は、山口県の南東部にある市。

## 地理

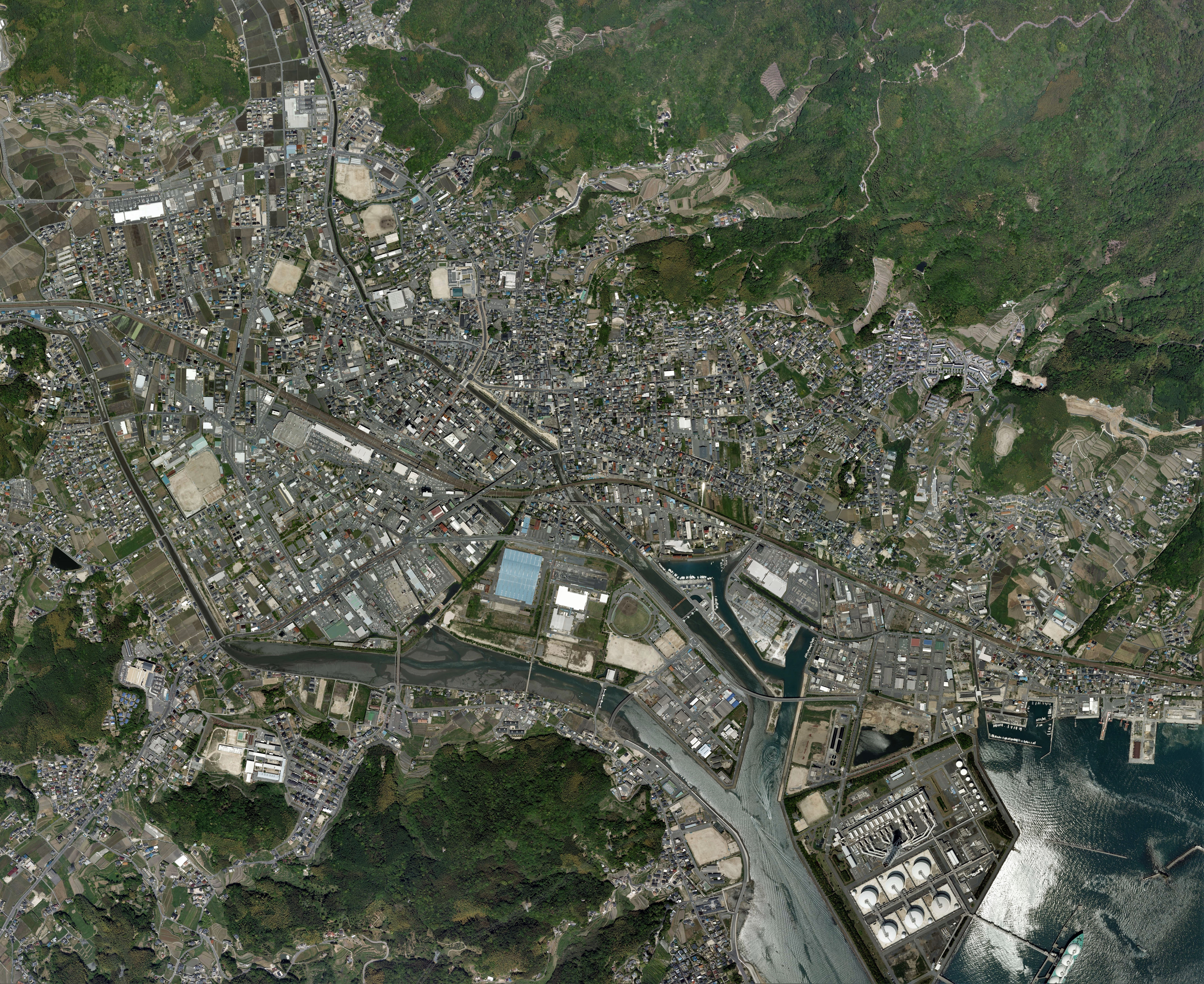
柳井市中心部周辺の空中写真。
2008年5月6日撮影の12枚を合成作成。。

### 地勢
山口県の南東部、室津半島の東岸から付け根に位置する。北と東は岩国市、西は光市、田布施町、平生町、上関町と接しており、大畠瀬戸を挟んだ対岸に周防大島町がある。市内からは琴石山を望み、瀬戸内海国立公園の一部である自然景観を有す。
市域は沿岸部、内陸部（伊陸地区、日積地区）、半島・島嶼部（平郡島）からなり、総面積の半分以上が山地丘陵地。市街地は平坦部と海岸沿いに形成。北部の内陸部に盆地が分布、農山村集落が散在。半島・島嶼部は、比較的急峻な丘陵地が入り組む海岸線で変化に富んだ地形。

### 気候
全域が瀬戸内海式気候で、冬も温暖で比較的雨が少なく過ごしやすい。年平均気温は、14℃から16℃程度、年間降水量は1,600mmから1,700mm程度である。
| 柳井（1991年 - 2020年）の気候      | 柳井（1991年 - 2020年）の気候 | 柳井（1991年 - 2020年）の気候 | 柳井（1991年 - 2020年）の気候 | 柳井（1991年 - 2020年）の気候 | 柳井（1991年 - 2020年）の気候 | 柳井（1991年 - 2020年）の気候 | 柳井（1991年 - 2020年）の気候 | 柳井（1991年 - 2020年）の気候 | 柳井（1991年 - 2020年）の気候 | 柳井（1991年 - 2020年）の気候 | 柳井（1991年 - 2020年）の気候 | 柳井（1991年 - 2020年）の気候 | 柳井（1991年 - 2020年）の気候 |
| 月                                 | 1月                           | 2月                           | 3月                           | 4月                           | 5月                           | 6月                           | 7月                           | 8月                           | 9月                           | 10月                          | 11月                          | 12月                          | 年                            |
| ---------------------------------- | ----------------------------- | ----------------------------- | ----------------------------- | ----------------------------- | ----------------------------- | ----------------------------- | ----------------------------- | ----------------------------- | ----------------------------- | ----------------------------- | ----------------------------- | ----------------------------- | ----------------------------- |
| 最高気温記録 °C （°F）             | 18.8 (65.8)                   | 20.4 (68.7)                   | 25.1 (77.2)                   | 27.7 (81.9)                   | 31.1 (88)                     | 32.4 (90.3)                   | 36.5 (97.7)                   | 36.7 (98.1)                   | 35.2 (95.4)                   | 30.8 (87.4)                   | 26.3 (79.3)                   | 22.3 (72.1)                   | 36.7 (98.1)                   |
| 平均最高気温 °C （°F）             | 9.8 (49.6)                    | 10.5 (50.9)                   | 13.8 (56.8)                   | 18.9 (66)                     | 23.3 (73.9)                   | 25.9 (78.6)                   | 29.9 (85.8)                   | 31.5 (88.7)                   | 28.3 (82.9)                   | 23.2 (73.8)                   | 17.6 (63.7)                   | 12.2 (54)                     | 20.4 (68.7)                   |
| 日平均気温 °C （°F）               | 5.0 (41)                      | 5.7 (42.3)                    | 9.0 (48.2)                    | 13.8 (56.8)                   | 18.3 (64.9)                   | 21.8 (71.2)                   | 25.8 (78.4)                   | 27.2 (81)                     | 24.0 (75.2)                   | 18.5 (65.3)                   | 12.7 (54.9)                   | 7.3 (45.1)                    | 15.8 (60.4)                   |
| 平均最低気温 °C （°F）             | 0.7 (33.3)                    | 1.1 (34)                      | 4.1 (39.4)                    | 8.8 (47.8)                    | 13.8 (56.8)                   | 18.5 (65.3)                   | 22.8 (73)                     | 23.9 (75)                     | 20.4 (68.7)                   | 14.4 (57.9)                   | 8.3 (46.9)                    | 2.9 (37.2)                    | 11.6 (52.9)                   |
| 最低気温記録 °C （°F）             | −6.7 (19.9)                   | −7.9 (17.8)                   | −4.7 (23.5)                   | −1.1 (30)                     | 3.5 (38.3)                    | 9.8 (49.6)                    | 15.9 (60.6)                   | 17.2 (63)                     | 9.7 (49.5)                    | 2.2 (36)                      | −1.6 (29.1)                   | −5.0 (23)                     | −7.9 (17.8)                   |
| 降水量 mm （inch）                 | 54.0 (2.126)                  | 78.5 (3.091)                  | 137.9 (5.429)                 | 164.9 (6.492)                 | 184.4 (7.26)                  | 276.0 (10.866)                | 287.1 (11.303)                | 126.9 (4.996)                 | 152.3 (5.996)                 | 108.7 (4.28)                  | 78.0 (3.071)                  | 63.7 (2.508)                  | 1,712.4 (67.417)              |
| 平均降水日数 （≥1.0 mm）           | 6.5                           | 7.7                           | 9.9                           | 9.7                           | 9.4                           | 12.1                          | 10.2                          | 7.5                           | 8.6                           | 6.8                           | 7.3                           | 6.8                           | 102.6                         |
| 平均月間日照時間                   | 152.8                         | 154.0                         | 179.5                         | 201.3                         | 217.9                         | 155.3                         | 190.1                         | 225.5                         | 173.5                         | 179.3                         | 161.8                         | 158.8                         | 2,149.7                       |
| 出典1：Japan Meteorological Agency |                               |                               |                               |                               |                               |                               |                               |                               |                               |                               |                               |                               |                               |
| 出典2：気象庁                      |                               |                               |                               |                               |                               |                               |                               |                               |                               |                               |                               |                               |                               |

### 隣接する自治体
- 光市
- 岩国市
- 熊毛郡：平生町、田布施町、上関町
- 大島郡：周防大島町

### 人口
| |                                        |  |
| 柳井市と全国の年齢別人口分布（2005年） | 柳井市の年齢・男女別人口分布（2005年） |  |
| ■紫色 ― 柳井市 ■緑色 ― 日本全国 | ■青色 ― 男性 ■赤色 ― 女性              |  |
| 柳井市（に相当する地域）の人口の推移 \| 1970年（昭和45年） \| 42,841人 \| \| \| 1975年（昭和50年） \| 43,341人 \| \| \| 1980年（昭和55年） \| 42,912人 \| \| \| 1985年（昭和60年） \| 41,798人 \| \| \| 1990年（平成2年） \| 40,478人 \| \| \| 1995年（平成7年） \| 38,963人 \| \| \| 2000年（平成12年） \| 37,251人 \| \| \| 2005年（平成17年） \| 35,927人 \| \| \| 2010年（平成22年） \| 34,730人 \| \| \| 2015年（平成27年） \| 32,945人 \| \| \| 2020年（令和2年） \| 30,799人 \| \| |                                        |  |
| 総務省統計局 国勢調査より |                                        |  |
| 1970年（昭和45年） | 42,841人                               |  |
| 1975年（昭和50年） | 43,341人                               |  |
| 1980年（昭和55年） | 42,912人                               |  |
| 1985年（昭和60年） | 41,798人                               |  |
| 1990年（平成2年） | 40,478人                               |  |
| 1995年（平成7年） | 38,963人                               |  |
| 2000年（平成12年） | 37,251人                               |  |
| 2005年（平成17年） | 35,927人                               |  |
| 2010年（平成22年） | 34,730人                               |  |
| 2015年（平成27年） | 32,945人                               |  |
| 2020年（令和2年） | 30,799人                               |  |

### 地名
旧柳井市
旧市域。柳井町を除いてすべての村が大字未設置だったため、市制施行後は旧村がそのまま大字となった。
- 柳井（旧柳井町）
- 柳井津（旧柳井町）
- 古開作（旧柳井町）
- 新庄
- 余田
- 平郡
- 日積
- 伊陸
- 伊保庄
- 阿月

以上が大字であり、以後、旧柳井町(旭ヶ丘を除く)において住居表示が実施されている。（）書きで実施年を記載する。
- 南町1丁目 - 7丁目（4丁目・5丁目以外は1985年。4丁目・5丁目は1993年）
- 旭ケ丘（ここのみ伊保庄から発足。1993年）
- 南浜1丁目 - 4丁目（1995年）
- 中央1丁目 - 3丁目（1997年）
- 駅南（1997年）
- 土手町（1999年）
- 天神（1999年）
- 新天地（1999年）
- 東土手（1999年）
- 新市北（1999年）
- 新市（1999年）
- 新市南（1999年）
- 新市沖（1999年）
- 北浜（1999年）
- 姫田（2000年）
- 山根（2000年）
- 片野西（2000年）
- ニュータウン南町（年不詳。住居表示未実施）

旧大畠町
単に旧町の大字を引き継ぎ、大字大畠を除けば旧町名を表記することはしていない。
- 大畠（旧鳴門村）
- 遠崎（旧鳴門村）
- 神代（旧神代村西部。合併前は単独村制のため大字未設置。東部は現在の岩国市由宇町神東）

## 歴史

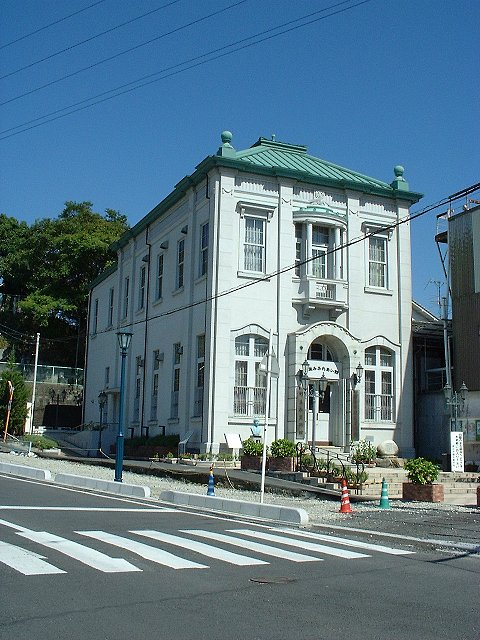
旧周防銀行本店

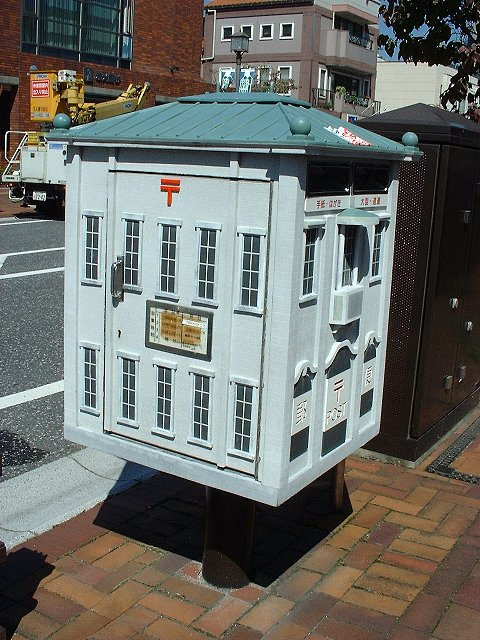
周防銀行本店の形をした郵便ポスト

### 古代・中世
- 古墳時代、柳井市向山に前方後円墳（柳井茶臼山古墳）築造。これは周防国造の墳墓と推定されており、国の史跡に指定されている。
- 平安時代、楊井庄設置。これは後白河法皇が営まれた蓮華王院（三十三間堂）領の荘園で、のちに開発された新庄に対し楊井本庄とも称す（文献では、1232年（貞永元年）「東大寺文書」が初見）。伊保庄は、堀河天皇の1090年代（寛治年間）京都上賀茂神社領の荘園。

### 江戸時代
- 江戸時代、岩国吉川家（岩国領）の領地として、明治維新後も商業都市として発展。現在柳井駅北側には白壁が多く見られ、｢岩国吉川領の御納戸｣と称された昔の繁栄が偲ばれる。

### 近現代
農業産品の集積地としての柳井は、商業を中心としながら零細な製造業も存在した。山陽鉄道（現在の山陽本線）敷設当時は柳井機関区がおかれ、優等列車を含む多数の列車が停車していた。
1947年（昭和22年）12月5日、県内に昭和天皇の戦後巡幸があり、お召し列車が柳井駅に停車。行幸先から漏れた久珂郡、熊毛郡、大島郡の各村民が参加する奉迎場が駅前に設けられた。
大戦後の農村景気までは繁栄を謳歌し、美空ひばりが訪れたこともあった。それ以降、柳井は工場誘致や商業開発がある程度進んだ。しかし、地理的な関係から国道2号や山陽新幹線、山陽自動車道が柳井を経由せずに整備されたということもあり、軍需都市からの転換で高度経済成長期に発展した周南地区や岩国市と比べ、時流に十分乗ることができなかったという指摘がある。
- 1954年（昭和29年）3月31日 - 玖珂郡柳井町・日積村・新庄村・余田村・伊陸村が合併して柳井市（第1次）が発足。
- 1954年（昭和29年）5月1日 - 大島郡平郡村を編入。
- 1956年（昭和31年）7月20日 - 熊毛郡阿月村を編入。
- 1956年（昭和31年）9月30日 - 熊毛郡伊保庄村を編入。
- 1979年（昭和54年）7月2日 - 梅雨前線の活発化による集中豪雨で、伊保庄地内のため池が決壊。全半壊12戸、浸水19戸[4]。
- 2005年（平成17年）2月21日 - 玖珂郡大畠町と合併し、改めて柳井市（第2次）が発足。

## 行政

### 市役所
- 本庁
- 大畠総合支所（旧大畠町役場）
- 出張所8カ所
- 柳井市伊保庄財産区（1956年に旧柳井市が旧伊保庄村を編入合併する際、旧村有林の伐採益を伊保庄地区に限定して使うことを法制上確約したものである。財産区には地方自治法で定める議会が設置され、議員は公選法に従って選挙されている。ただし無投票が続いている）

### 市長
2005年合併による新市発足後
- 第1代　河内山哲朗（こうちやま・てつろう）
  - 松下政経塾出身（初当選時は34歳で、全国一若い市長だった。早稲田大学法学部卒）
- 第2代　井原健太郎（いはら・けんたろう）
  - 元平岡秀夫衆議院議員秘書（34歳で初当選し、三重県松阪市長山中光茂に次いで全国で二番目に若い市長。早稲田大学政治経済学部卒）

## 議会

### 柳井市議会
- 定数：16人
- 任期：2022年1月1日 - 2025年12月31日[5]
- 議長：山本達也[6]（3回連続4度目）[6]
- 副議長：平井保彦（連続2度目）[6]

### 柳井市選出県議会議員
- 星出拓也（1期、自由民主党）

## 国及び県の行政機関

### 国の行政機関
- 法務省
  - 柳井区検察庁（ただし、庁舎は岩国市に所在）
- 財務省
  - 広島国税局柳井税務署
- 厚生労働省
  - 国立病院機構柳井医療センター（独立行政法人）
  - 山口労働局
    - 柳井公共職業安定所
- 国土交通省
  - 海上保安庁第六管区海上保安本部広島海上保安部柳井海上保安署
- 防衛省
  - 自衛隊山口地方協力本部柳井地域事務所

### 県の行政機関
- 山口県柳井総合庁舎
  - 柳井土木建築事務所
  - 柳井県税事務所
  - 柳井県民局
  - 柳井健康福祉センター
    - 柳井環境保健所
- 小瀬川工業用水道事務所柳井分室

## 公共機関

### 警察
柳井警察署が市内全域を管轄しており、市内に1交番と7駐在所を置く。
- 柳井駅前交番、柳井港駐在所、日積駐在所、伊陸駐在所、伊保庄駐在所、阿月駐在所、平群駐在所、大畠駅前駐在所

### 消防
柳井地区広域消防組合が市内全域を管轄しており、市内に1消防署と1出張所を置く。
- 柳井消防署、柳井消防署東出張所

### 司法
- 柳井簡易裁判所
- 山口家庭裁判所柳井出張所

## 産業

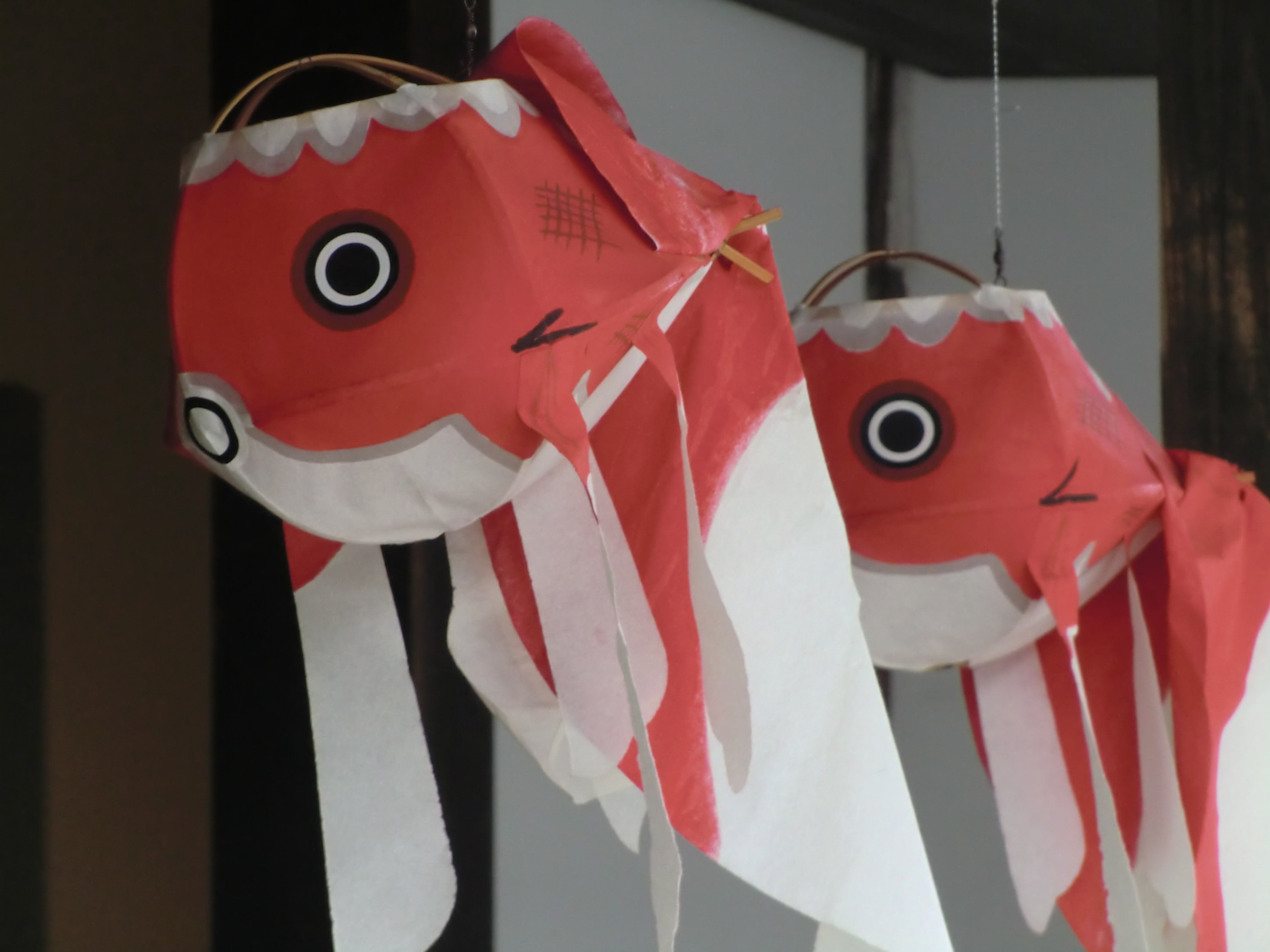
伝統工芸品の金魚ちょうちん。弘前ねぷたを参考に考えられたと言われており、赤色は柳井縞の染料が用いられている。

花き（カーネーション・ミニバラ）および果実（ミカン・ぶどう・いちご）を中心とした農業・漁業と商工業が中心。近年では、自然薯栽培発祥の地として、自然薯を使用した加工品開発に取り組んでいる。市内には中国電力の柳井火力発電所（LNG発電所）がある。伝統工芸品として、金魚ちょうちんと柳井縞がある。また、仕込み行程で生醤油に再び麹を投入して再発酵させる甘露醤油（再仕込み醤油）発祥の地であり、その様子は鉄道唱歌にも歌われた。

### 市内に本社を置く主な企業
- あさひ製菓
- フジマ
- 防予フェリー
- 政田自然農園
- アデリー

### 漁港
- 柳井漁港
- 伊保庄漁港
- 阿月漁港
- 平郡漁港
- 大畠漁港

### 特産品
- 甘露醤油
- 自然薯（柳井市は自然薯栽培発祥の地である）
- カーネーション
- ミニバラ
- ミカン
- ぶどう
- いちご
- タコ
- 鯛（真鯛、血鯛）
- 天草
- 柳井縞

## 姉妹都市・提携都市

### 海外
- カウアイ島（アメリカ合衆国ハワイ州）
- 淮南市（中華人民共和国安徽省）
- 章丘区（中華人民共和国山東省）※友好都市

## メディア
新聞
- 柳井日日新聞
- 周南新報
- 山口新聞柳井支局
- 中国新聞柳井支局

## 教育

### 高等学校
県立
- 山口県立柳井高等学校
- 山口県立柳井商工高等学校

（平成18年4月に商業高校と工業高校を統合）
私立
- 柳井学園高等学校

### 中学校
市立
- 柳井市立柳井中学校
- 柳井市立柳井西中学校
- 柳井市立大畠中学校

### 小学校
（休校中の学校は除く）
市立
- 柳井市立日積小学校
- 柳井市立柳井小学校
- 柳井市立柳東小学校
- 柳井市立柳北小学校
- 柳井市立新庄小学校
- 柳井市立余田小学校
- 柳井市立伊陸小学校
- 柳井市立柳井南小学校
- 柳井市立小田小学校
- 柳井市立神西小学校
- 柳井市立鳴門小学校
- 柳井市立遠崎小学校
- 柳井市立平郡東小学校

### 専修学校・各種学校
- 国立療養所柳井病院付属看護学校（平成13年3月で閉校）
- 柳井医師会附属柳井准看護学院（令和5年3月で閉校[12]）

## 交通

### 鉄道
- 西日本旅客鉄道（JR西日本）
  - 山陽本線
    - 大畠駅 - 柳井港駅 - 柳井駅

※中心駅は柳井駅。
このほか、現在の柳井市域にあたる地域を通過する路線として1920年代に「周防鉄道」（玖珂 - 伊陸 - 日積 - 由宇駅）及び「周東鉄道」（平生 - 柳井津駅 - 伊陸）の敷設が計画された。このうち周防鉄道に関しては免許を取得し建設目前まで計画が進んだが頓挫、周東鉄道は免許申請後頓挫している（未成線）。

### バス路線
隣の平生町に営業所を持つ防長交通が市内一帯に路線網を持つ。同社は広島行き（山陽道玖珂IC経由）の高速バスも運行していたが、これは2023年3月17日をもって廃止された。
- 柳井市内
- 柳井市 - 平生町 - 上関町
- 柳井市 - 平生町 - 田布施町 - 光市 - 周南市（徳山）
- 柳井市（大畠駅） - 周防大島町

※上記以外に岩国市由宇地区の1路線が柳井市北部の大原停留所を通る
旧大畠町域ではかつて国鉄バス→JRバス中国が周防大島方面の路線（大島線）を有していたが、この路線も2007年（平成19年）9月30日をもって防長交通に移管されている。

### 道路

#### 高速道路
- 市内に高速道路は通っていない。最寄りは山陽自動車道の玖珂IC。

#### 一般国道
- 国道188号（柳井バイパス）
- 国道437号（大島大橋）

#### 主要地方道
- 山口県道7号柳井周東線
- 山口県道22号光柳井線
- 山口県道68号光日積線
- 山口県道70号柳井玖珂線
- 山口県道72号柳井上関線

#### 一般県道
- 山口県道149号柳井由宇線
- 山口県道151号伊陸大畠港線
- 山口県道152号伊保庄平生線
- 山口県道153号木部柳井線
- 山口県道155号東浦西浦線

### 航路
柳井港駅付近にある港（柳井港）に発着する近距離・遠距離航路網が整備されている。
- 平郡航路
  - 柳井港 - 平郡島（平郡西・平郡東）
- 上関町産業振興課
  - 柳井港 - 室津（上関町） - 八島（上関町）
- 上関航運
  - 柳井港 - 室津 - 長島（上関町） - 祝島（上関町）
- 防予フェリー
  - 柳井港 - 三津浜港（愛媛県松山市）
- 周防大島 松山フェリー
  - 柳井港 - 伊保田港（周防大島町） - 三津浜港（愛媛県松山市）

### 空港
最寄り空港は岩国錦帯橋空港。

## 観光

### 観光地
- 光台寺 「わんわん寺」とも呼ばれている。
- 柳と井戸（「柳井」地名発祥の地）
- 柳井川 宝来橋

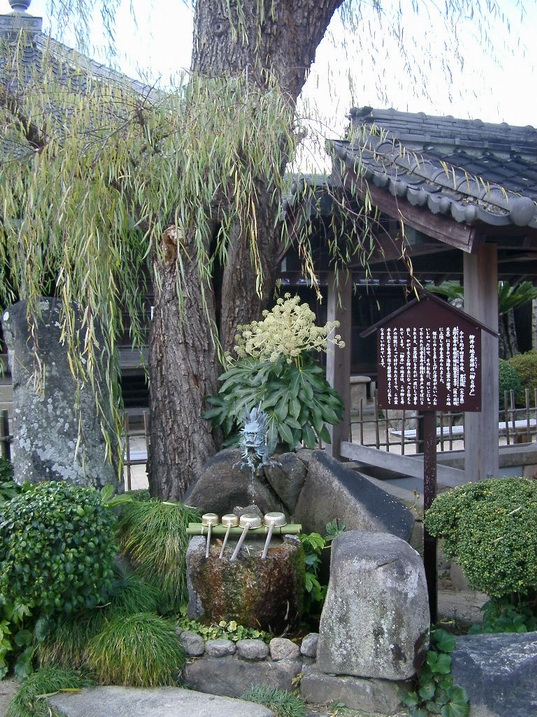
柳と井戸

- 白壁の町並み（柳井市古市金屋伝統的建造物群保存地区 - 国の重要伝統的建造物群保存地区に選定）
- 旧周防銀行本店……明治40年（1907年）建造の西洋館。山口県内では最古の銀行建築で、現在は町並み資料館と観光案内所を兼ねる（旧銀行当時は10メートル程駅寄りに建っており、現在の前広場は無かった）[要出典]。
- 国森家住宅（国の重要文化財）
- むろやの園 小田家（県指定有形民俗文化財）
- 佐川醤油蔵（甘露醤油） やない西蔵（元醤油蔵 柳井縞等伝統工芸体験）
- 琴泉酒造
- 国木田独歩旧宅
- 藤坂屋（三角餅）
- マーシャル・ミュージアム・ジャパン（マーシャル (アンプ)社公認の博物館）
- やまぐちフラワーランド
- 余田臥龍梅（国の天然記念物）
- 茶臼山古墳（国の史跡）
- 平郡島
- 月性展示館 清狂草堂
- 岩尾の滝（大畠町神代地区）
- ふれあいどころ437（柳井市日積 国道437号沿い）……都市農村交流施設「ふれあいどころ437」として2013年（平成25年）4月12日10時に開業、旧柳井市立大里小学校跡地に柳井市が総工費約3億1千万円をかけ、木造平屋建ての本館（約1044平方メートル）と体験交流施設（約434平方メートル）の他、トイレ棟や芝生広場を備えた中庭等を整備[15][16]。

### レジャー

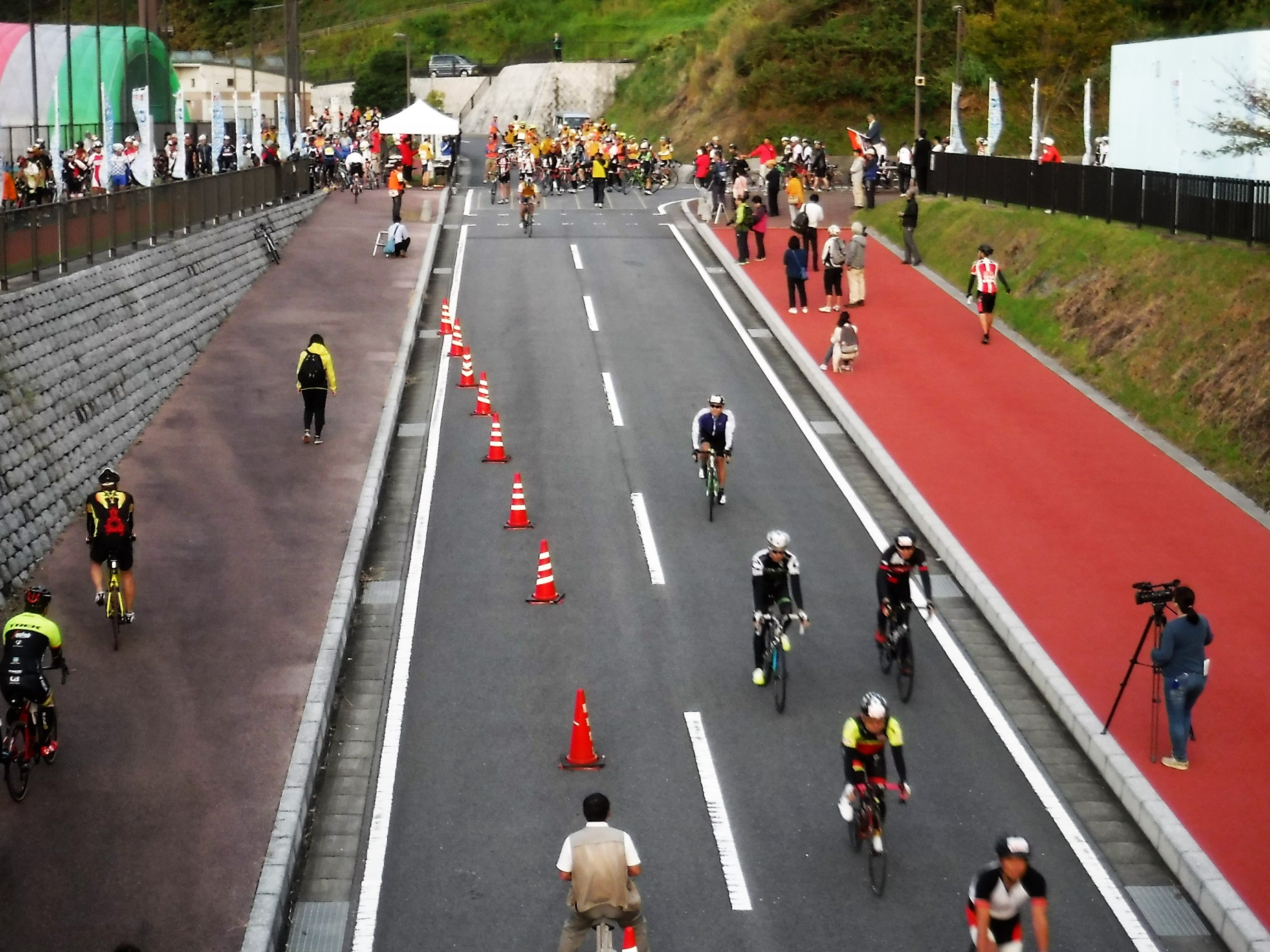
柳井ウエルネスパーク

- 海水浴場 伊保ノ庄 阿月湯原
- 琴石山 三ツヶ嶽
- 大島大橋 - 大畠瀬戸の渦潮
- 柳井ウエルネスパーク
- 柳井市民球場
- 柳井カントリー倶楽部
- 柳井カートランド
- 日積ぶどう狩り
- 観光地引網
- 遊漁

### 祭り・イベント

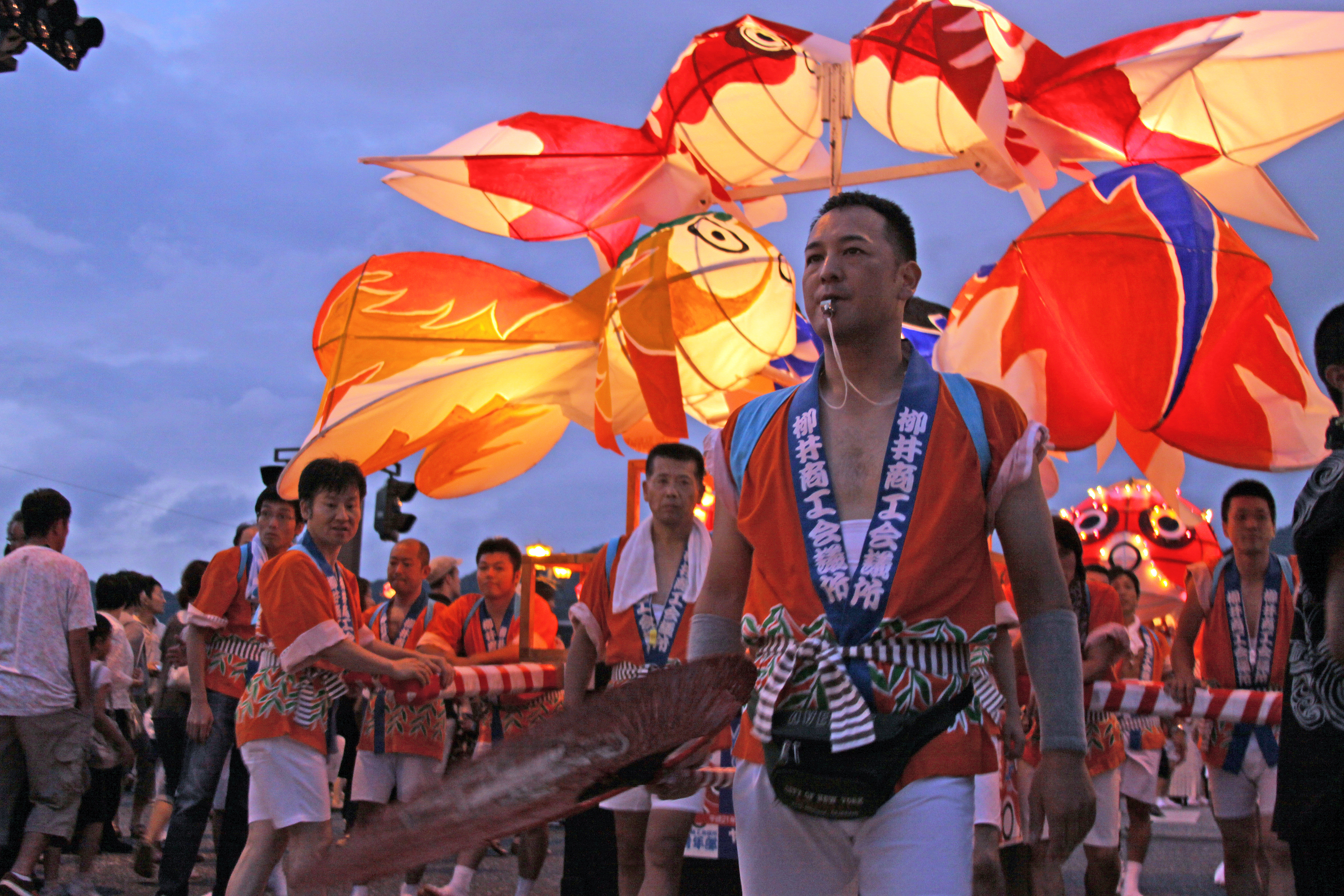
金魚ちょうちん祭り

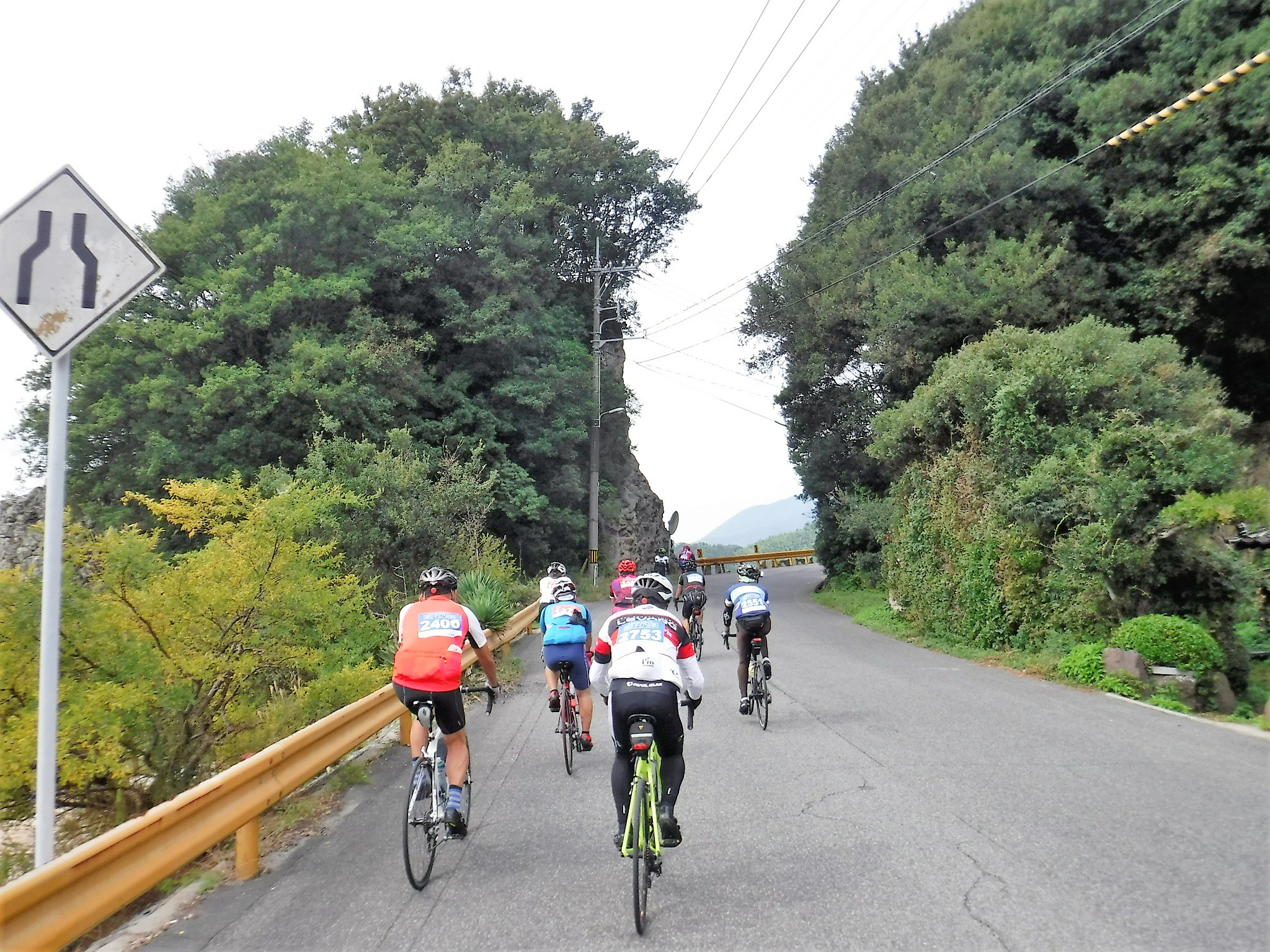
サザンセトロングライド　周防大島西側

- 柳井まつり
- 金魚ちょうちん祭り
- 柳井天神祭
- 日積八朔大踊り
- 伊陸天神祭り
- 阿月神明祭
- 大畠俄まつり

## 柳井市を舞台とした作品
- 花実のない森（1962年）……松本清張の小説。市内の白壁の町並みが描写され、1997年には同作にちなんだ文学碑が、市内「白壁ふれあい広場」の一角に建立された。2017年にテレビドラマ化され、柳井市内でロケが行なわれた。
- 箱庭（1993年）……内田康夫の小説で、同氏の浅見光彦シリーズの一つである。柳井駅や町並み資料館（旧・観光案内所）などが物語の舞台として登場する。
- ときめきメモリアル (映画)（1997年）……ゲーム『ときめきメモリアル』の映画化作品。吹石一恵が、藤崎詩織役で女優デビューした作品としても知られている。 柳井市内の主なロケ地は　白壁の街並み、JR山陽本線大畠駅である。
- ほたるの星（2003年）……防府市の小学校教諭の実話を原案とした映画。菅原浩志監督、小澤征悦主演。

## 出身者
- 沖原隆宗 - 三菱UFJフィナンシャルグループ会長
- 貞末良雄 - メーカーズシャツ鎌倉創業者・会長
- 河田嗣郎 - 元大阪商科大学学長
- 河村健一郎 - 元プロ野球選手　オリックスコーチ時代イチローの指導にあたった。
- 神田純一 - 元鳥取県知事
- 月性 - 幕末の勤王僧（海防僧）
- 元氣安 - 芸人（元WAHAHA本舗）
- 国弘員人 - 経営学者、東北大学名誉教授
- 高木真一 - レーサー
- 玉野井芳郎 - 経済学者。東京大学名誉教授。イバン・イリイチやカール・ポランニーなどの思想家を日本に紹介。後に反近代主義やエコロジーに関心を移した。
- 難波和彦 - グッドデザイン賞、吉岡賞などの受賞で知られる日本の建築家、住宅作家、東京大学教授
- 西岡広吉 - 戦前の岡山県知事
- 硲正夫 - 元阪南大学学長
- 平井龍 - 元山口県知事
- 弘津千代 - 劇作家
- 藤田左弌郎 - 日本で二人目のバハイ。人生の多くをイスラエルのハイファでの奉仕活動に費やした。
- 松島詩子 - 歌手、名誉市民
- 道原裕幸 - 元広島東洋カープ元プロ野球選手（捕手）
- 森永勝也 - 元広島東洋カープ監督
- 山本繁太郎 - 前山口県知事、元建設省住宅局長
- 山本昇治 - 山口放送専属の気象予報士
- 河村勇輝 - Bリーグプロバスケットボール選手
- 保木卓朗 - バドミントン選手、トナミ運輸所属、世界選手権男子ダブルス金メダリスト

## ゆかりのある人物
- 井伏鱒二 - 作家井伏鱒二は1924年に親友を頼って柳井に滞在。お露という女学校の生徒を好きになった切ない思いを親友に宛てた書簡が2010年に見つかった[17]。